# Дедели (Хачмазский район)
Дедели (азерб. Dədəli) — село в Хачмазском районе Республики Азербайджан, вместе с сёлами Бостанчи, Кичик Барахум, Наги-оба и другими образует одноимённый муниципалитет.

## География
Расположено в Самур-Дивичинской низменности на левом берегу реки Кусарчай, в 20 км к северу от города Хачмаз около ж/д станции Гусарчай.

## История
Первое упоминание о селе относится к XVIII веку. Первоначальное название Арабдедели (Ərəbdədəli).

## Население
На 2015 год население Дедели составляет 1380. По данным официального сайта Дедели, это основном азербайджанцы. Жители заняты животноводством и земледелием.
Четверо уроженцев села погибли в Первую карабахскую войну.

### XVIII век
Согласно азербайджанскому источнику, в первой половине XVIII века, население было смешанное и состояло из лезгин и азербайджанцев.

### XIX век
Начиная с середины XIX века статистические материалы указывают в качестве основных жителей селения азербайджанцев.
Так, по данным Кавказского календаря за 1857 год, издававшегося с середины XIX — начала XX веков, в Дадали проживали азербайджанцы-сунниты, указанные в источнике как «татары»-сунниты с разговорным языком азербайджанским (в источнике «татарским»).
По сведениям 1873 года, опубликованным в изданном в 1879 году под редакцией Н. К. Зейдлица «Сборнике сведений о Кавказе», в деревне Дадали «по левую сторону речки Кусар-чай при роднике Зарда-гюль-булахъ» было 37 дворов и 266 жителей азербайджанцев-суннитов (в источнике «татары»-сунниты).
Материалы посемейных списков на 1886 год показывают село Дадали Дадалинского сельского общества с числом жителей 271 человек (40 дымов). Население целиком указывается азербайджанцами (в источнике татары). По религии — сунниты.

### XX век
По данным «Кавказского календаря» на 1912 год в селе проживало 334 человека, указанных как «татары», то есть азербайджанцы.
Согласно результатам Азербайджанской сельскохозяйственной переписи 1921 года в селении Дадали Кубинского уезда Азербайджанской ССР насчитывалось 69 хозяйств, в которых проживали 285 человек, преобладающее население — азербайджанские тюрки (азербайджанцы).
По материалам издания «Административное деление АССР», подготовленного в 1933 году Управлением народно-хозяйственным учётом АССР (АзНХУ), по состоянию на 1 января 1933 года в Дедали проживало 362 человека (84 хозяйства), 180 мужчин и 182 женщины. В этих же материалах отмечалось, что весь сельсовет (Бостанчы — центр, Хорах — оба) куда входило Дедали, на 84,6 % состоял из тюрков (азербайджанцев).
По данным на 1977 год в селе проживали 792 человека.

## Язык
Современные жители Дедели говорят на разных языках, главным образом, на местном говоре азербайджанского языка.
В Кавказском календаре на 1857 год было сказано, что жители между собой говорили по-«татарски» (по-азербайджански).

## Инфраструктура
В селе функционируют средняя школа, клуб, библиотека, почта, медицинский пункт.